# Muslimische Jugend in Deutschland
Die Muslimische Jugend in Deutschland e. V. (MJD) ist ein eingetragener Jugendverein mit Sitz in Berlin mit Nähe zur Internationalen Bewegung der Muslimbruderschaft.

## Selbstverständnis
Auf ihrer Webseite beschreibt die MJD ihre Arbeit wie folgt:

„Ein wesentlicher Bestandteil des Selbstverständnisses der MJD ist die deutsch-muslimische Identität. Jugendliche erleben aktiv, dass ein religiöses Bewusstsein sehr gut mit der westlichen Lebensweise vereinbar ist. Auch stärkt die MJD durch ihre Arbeit das Demokratiebewusstsein der Jugendlichen. Ihnen werden Chancen und Perspektiven aufgezeigt, die ein Leben in einer demokratischen Gesellschaft ermöglicht.
Ein besonderes Anliegen ist der MJD die Förderung eines ausgewogenen Religionsverständnisses. Fern von Extremen jeder Art wird den Jugendlichen so ihre Lebensgestaltung im Hier und Jetzt erleichtert.
Ehrenamtliches Engagement als Säule einer aktiven demokratischen Gesellschaft lernen die Jugendlichen in der täglichen Arbeit kennen. Sie werden auch ermutigt, dies in verschiedenen Bereichen auszuweiten und somit zum gesamtgesellschaftlichen Gemeinwohl beizutragen. Selbstverständlich ist für die MJD die absolute Geschlechtergerechtigkeit. Dies spiegelt sich von Anfang an in der gleichberechtigten Teilhabe beider Geschlechter, besonders auch in der Führungsebene wieder.“

## Organisation
Die MJD hatte 2013 über 250 Mitglieder – 2019 waren es 900, die sich auf ungefähr 30 Lokalkreise in ganz Deutschland verteilen.
Mitglied kann jede muslimische Jugendgruppe sowie jeder muslimische Jugendliche zwischen 13 und 30 Jahren werden.
Die MJD ist 1994 im Haus des Islam in Lützelbach von einer kleinen Gruppe von Jugendlichen um Muhammad Siddiq Borgfeldt gegründet worden.
Sie ist aus einer der Jugendaktivitäten hervorgegangen und hat in den folgenden Jahren die dortigen Räumlichkeiten genutzt.
Weitere Vorsitzende der MJD (auf zwei Jahre gewählte „Amire“) nach dem Gründungsvorsitzenden Muhammad Siddiq (1994–1995) waren Rüstü Aslandur, Raimund Hamid Prochaska, Imran Sagir, Khallad Swaid (2001), Bilal El-Zayat (2003–2005), Mohammed Nabil Abdulazim (2005–2009), Hischam Abul Ola (2009–2014).
Die MJD war Mitglied des Forum of European Muslim Youth and Student Organizations (FEMYSO). Die FEMYSO kooperiert mit der Föderation Islamischer Organisationen in Europa. Nach Bewertung von Rita Breuer richtete sie „sich mit islamischen Bildungs- und Freizeitangeboten an muslimische Jugendliche und junge Erwachsene zwischen 13 und 30 Jahren, denen auf diese Weise die Notwendigkeit der Abgrenzung von Andersgläubigen zur Einhaltung islamischer Normen vermittelt wird.“
Das Informations- und Dokumentationszentrum für Antirassismusarbeit e. V. (IDA) schreibt über die MJD:
„Die Muslimische Jugend in Deutschland [...] verstand sich von Anfang an nicht nur als deutschsprachige, sondern als deutsche Organisation. Sie wollte junge Muslim:innen vertreten, die Deutschland als ihren Lebensmittelpunkt und ihre Heimat betrachten. Der muslimische Glaube und der Alltag in Deutschland stehen für die MJD nicht in Widerspruch zueinander. Die Eltern ihrer Mitglieder stammen vor allem aus vielen muslimisch geprägten Ländern in aller Welt und aus Deutschland. Die kulturelle Vielfalt unter den Mitgliedern ist aus Sicht des Verbandes eine Besonderheit der MJD und unterscheidet sie von allen anderen muslimischen Jugendorganisationen in Deutschland.“
Die MJD finanziert sich aus Spenden, Mitgliedsbeiträgen, Einnahmen aus Veranstaltungen sowie aus staatlichen Projektmitteln.
Im Fall der Vereinsauflösung soll das Vermögen der MJD komplett an die internationale Hilfsorganisation Islamic Relief fließen.
Die MJD ist ein gemeinnütziger eingetragener Verein, jedoch kein anerkannter Träger der außerschulischen Jugendbildung.

## Vorwürfe & Kritik
Die MJD war Mitglied des Forum of European Muslim Youth and Student Organizations. Die FEMYSO kooperiert mit der Föderation Islamischer Organisationen in Europa. Nach Bewertung der Islamwissenschaftlerin Rita Breuer richtet sie „sich mit islamischen Bildungs- und Freizeitangeboten an muslimische Jugendliche und junge Erwachsene zwischen 13 und 30 Jahren, denen auf diese Weise die Notwendigkeit der Abgrenzung von Andersgläubigen zur Einhaltung islamischer Normen vermittelt wird.“
2015 gab eine Dokumentation des Wissenschaftlichen Dienstes des deutschen Bundestages die Einschätzung wieder, dass die MJD aufgrund personeller und organisatorischer Verflechtungen eine „Kaderschmiede“ des von der Muslimbruderschaft vertretenen „politischen Islam“ darstellt. Ähnliche Vorwürfe waren auch in 4 der insgesamt 17 Verfassungsschutzberichte zu lesen.  Die MJD wehrte sich gegen Vorwürfe im Verfassungsschutzbericht juristisch. Das Verwaltungsgericht Berlin gab ihr insofern recht, als dass die im Verfassungsschutzbericht 2009 getätigte Bewertung, die Muslimische Jugend verbreite verfassungsfeindliche Aussagen in einem Schulungsleitfaden, unbelegt und der Bericht entsprechend zu überarbeiten sei. Das Finanzgericht Berlin-Brandenburg bewertete die Aberkennung der Gemeinnützigkeit aufgrund der Einschätzung von Ämtern für Verfassungsschutz als rechtswidrig und hob sie nachträglich auf.
Die MJD weist Vorwürfe in Bezug auf extremistische Verbindungen und die Muslimbruderschaft entschieden zurück. In einer Pressemitteilung vom 18. März 2023 erklärt die MJD klar und deutlich, dass sie weder extremistisch sei noch Verbindungen zur Muslimbruderschaft habe. Der Verein betont seine Unabhängigkeit und sein Engagement für die Förderung von Jugendlichen innerhalb eines demokratischen und verfassungstreuen Rahmens (Pressemitteilung 2023). Somit wurden die Vorwürfe deutlich abgewiesen
Zusätzlich wurde die Gemeinnützigkeit der MJD nach einem gerichtlichen Verfahren im Jahr 2022 erneut bestätigt, womit ihre gemeinnützige Arbeit weitergeführt werden konnte (Gemeinnützigkeitsnachweis 2022).

## Aktivitäten der MJD
Die MJD veranstaltet neben zahlreichen Freizeitaktivitäten und Seminaren auch ein MJD Jahresmeeting. Sie vermittelte Stipendien für das islamische private „Institut Européen des Sciences Humaines“ in Château-Chinon und 2007 Arabischkurse nach Damaskus in Kooperation mit der FEMYSO.
Darüber hinaus initiierte und organisierte die MJD zahlreiche Veranstaltungen und Aktionen und suchte dabei die Zusammenarbeit mit anderen Jugendverbänden, um so den interreligiösen und -kulturellen Dialog zu fördern. Vor allem mit der Arbeitsgemeinschaft der evangelischen Jugend e. V. (aej) arbeitet sie seit vielen Jahren in verschiedenen Projekten zusammen. Im Projekt „Junge Muslime als Partner – FÜR Dialog und Kooperation! GEGEN Diskriminierung!“ (2015–2019) wurden muslimische Partnerverbände der aej dabei unterstützt, „sich weiter zu etablieren und Zugang zu jugendverbandlichen Strukturen zu erlangen. Mit der verstärkten Sichtbarmachung muslimischen Engagements in der Jugendarbeit sollte zugleich der wachsenden Tendenz von Islam- und Muslimfeindlichkeit entgegengewirkt werden.“ Seit 2020 bis voraussichtlich Ende 2024 ist die MJD zudem Kooperationspartner der aej im Kompetenznetzwerk Islam- und Muslimfeindlichkeit.
Neben dem weiter unten erwähnten Projekt „Ta'ruf“ organisierte die MJD im November 2003 auch das Entimon-Dialogprojekt „Together in Difference“ zusammen mit der Katholischen jungen Gemeinde und dem BJSD (Bundesverband jüdischer Studenten in Deutschland).
Außerdem führt die MJD auf Landesebene in Nordrhein-Westfalen gemeinsam mit den Katholischen Landesarbeitsgemeinschaften Kinder- und Jugendschutz sowie Offene Kinder- und Jugendarbeit das „Projekt Dialogbereit“ durch.
In der vom Bundesministerium für Familie, Senioren, Frauen und Jugend, der Bundeszentrale für politische Bildung und dem Deutschen Bundesjugendring 2005 durchgeführten Initiative „Projekt P – misch dich ein“ wurde das politische Engagement von Kindern und Jugendlichen gefördert. Die MJD hat sich mit Beiträgen zum Bereich „Lebenswelten in Deutschland – Migration und Integration: Das Zusammenleben der Kulturen“ beteiligt.
Die MJD organisierte 2007 zusammen mit dem Evangelischen Jugendwerk in Württemberg und der Katholischen Jungen Gemeinde Rothenburg ein interreligiöses Wochenendseminar zu Thema „Demokratie und Religion“.
Im Januar 2002 wurde die MJD – durch die damalige Bundesjugendministerin Christiane Bergmann und den Vorsitzenden des Bundesjugendrings – mit dem Heinz-Westphal-Preis ausgezeichnet. In der Vergabebegründung heißt es, dass die Muslimische Jugend in Deutschland eine wichtige Anlaufstelle für jugendliche Muslime sei und sie aktiv dazu beiträgt, „das verzerrte Bild des Islams in der Öffentlichkeit zu verbessern und über den Islam als Lebensweg aufzuklären“. Zudem wurde das Engagement der Muslimischen Jugend im Bereich des interkulturellen Dialogs gelobt.
Der Landesjugendring NRW hat der MJD am 24. März 2011 in Dortmund den Goldenen Hammer verliehen.  Die Jugendministerin Ute Schäfer als Schirmherrin des Goldenen Hammers für die Preisträger betonte: „Diese jungen Preisträger gehören zu Recht ins Rampenlicht der Öffentlichkeit. Sie engagieren sich vorbildlich gegen Gewalt und Rassismus und für Demokratie, Menschenrecht und Toleranz“, so Ministerin Schäfer.
Vom 30. November bis 2. Dezember 2002 fand in Berlin ein interreligiöses Seminar statt, an dem 40 Jugendliche unterschiedlicher Religionen teilnahmen und das mit einer Podiumsdiskussion im Schloss Bellevue endete.
Der Hessische Landtag erhofft sich Unterstützung durch die Expertise der MJD in der Extremismusprävention und lud diese 2015 zu einer Stellungnahme mit Handlungsempfehlungen ein.
Zudem ist die MJD ein Mitglied des Netzwerks der CLAIM-Allianz, die aus 51 muslimischen und nicht-muslimischen Organisationen besteht. Die CLAIM-Allianz engagiert sich in Form von Aufklärungsarbeit, Netzwerkarbeit und schaffen von effektiven Strukturen gegen Islamfeindlichkeit und antimuslimischen Rassismus.
Unter der Schirmherrschaft der ehemaligen Bundesjugendministerin Manuela Schwesig veranstaltete die MJD gemeinsam mit der Arbeitsgemeinschaft der evangelischen Jugend (aej) ein interreligiöses Projekt namens TeaTime, welches Muslime in ganz Deutschland dazu motivieren wollte, ihre Nachbarn zu sich nach Hause u. a. zu einem Tee einzuladen und sich auszutauschen.

## Förderung

### Bundesfamilienministerium
Die MJD erhielt 2002 und 2003 vom Bundesfamilienministerium im Rahmen des Programms „Entimon – Gemeinsam gegen Gewalt und Rechtsextremismus“ zugunsten seines Projektes „TA’RUF – Kennenlernen!“ Fördergelder.
Das Projekt gewann junge Erwachsene unterschiedlicher Herkunft (muslimische und nicht-muslimische) als Moderatoren zwischen den Kulturen und fand sowohl unter Schulen als auch der Presse lobende Worte.
Der Tagesspiegel berichtete jedoch am 7. November 2003 von einer Freitagsbotschaft der MJD („Freitagsnasiha“) und wertete diese Botschaft als indirekten Aufruf „zum Kampf gegen die USA“, der „Hass auf Juden“ werde geschürt.
Chaban Salih, damaliger Schulprojektleiter der MJD, distanzierte sich von einer solchen Aussage der Botschaft, warb aber um Verständnis für die „sehr junge Gruppe“ der Autoren.
Das Bundesfamilienministerium bedauerte, dass die MJD als Partner für interkulturelle Projekte ausfalle.
Da zudem das Bundesamt für Verfassungsschutz über Kontakte von Führungspersönlichkeiten des Trägers zur Muslimbruderschaft berichtete, wurde die Förderung eingestellt.

### Baden-Württemberg
Seit der Diskussion in Berlin und auf Bundesebene 2003/2004 hat es keine direkte staatliche Förderung der MJD gegeben. Sowohl in Baden-Württemberg als auch in anderen Bundesländern stand die Muslimische Jugend Deutschland in der Vergangenheit unter Beobachtung des Verfassungsschutzes.
An einem vom Innenministerium Baden-Württemberg (IM) im Rahmen des Programms „Kriminalpräventive Modellprojekte“ zunächst bewilligten Projekt konnte die MJD im Dezember 2007 wegen Hinweisen des Verfassungsschutzes, dass „die MJD extremistische Tendenzen aufweist und vom Verfassungsschutz beobachtet wird“ und daher „[e]ine Einflussnahme der MJD auf das Gesamtprojekt nicht akzeptiert werden“ könne, nicht teilnehmen. Gegen den Extremismusvorwurf konnte sich die MJD gerichtlich erfolgreich wehren. Die MJD sah innerhalb des Projektes „aufgrund ihrer langjährigen Erfahrung die Chance einen besseren Zugang zu auffällig gewordenen Jugendlichen zu finden und sie durch intensive Betreuung nicht nur von kriminellen Handlungen abzuhalten, sondern sie darüber hinaus zu befähigen, sich als produktive Mitglieder der Gesellschaft für das Wohl der Gemeinschaft einzusetzen.“
An einem von der MJD am 1. April 2008 veranstalteten Diskussionsabend zum Thema „Jugendgewalt – wie sehen muslimische Jugendorganisationen das Problem und welche Lösungsansätze verfolgen sie?“ nahmen Abgeordnete des baden-württembergischen Landtages, CDU-Fraktionsvorsitzender Stefan Mappus und Hagen Kluck, innenpolitischer Sprecher der FDP, teil.

## Protest gegen das Kopftuch-Verbot
Unter anderem zusammen mit dem Zentralrat der Muslime, der „Initiative Berliner Muslime“ und der Neuköllner Al-Nur-Moschee rief der MJD am 17. Januar 2004 zum Protest gegen das Kopftuchverbot auf, die Demonstration fand in Berlin statt. Die Aktion setzte sich gegen die „Bedrohung der Religionsfreiheit in Deutschland“ und gegen eine Verbannung des religiösen Bekenntnisses aus „Schule und öffentlichem Raum“ ein.
Die Klägerin Fereshta Ludin, die vor dem Bundesverfassungsgericht das sogenannte Kopftuchurteil erstritten hatte, war von 1997 bis 1999 im Vorstand der MJD.

## Beobachtung und Bewertung durch den Verfassungsschutz
Die Organisation tauchte in Berichten von drei Landesämtern und vom Bundesamt für Verfassungsschutz auf. Die Behörden erkannten in der MJD „eine Gefahr für die freiheitlich-demokratische Grundordnung“. Die MJD schüre unter anderem anti-westliche Haltungen.
Gegen den Verfassungsschutzbericht des Bundes für das Jahr 2009 klagte die MJD und bekam teilweise Recht: Die Behörde wurde verpflichtet eine Aussage, die bestimmtes Unterrichtsmaterial der MJD zugeordnet hatte zu tilgen, da diese Zuordnung trotz gewisser Indizien nicht bewiesen sei. Gleichfalls unbewiesen sei die Behauptung, die MJD rate allen Mitgliedern dazu, sich in allen Belangen an Fatwas des European Council for Fatwa and Research (ECFR) zu halten.